# لیممارد
لیممارد (به سوئدی: Limmared) یک منطقهٔ مسکونی در سوئد است که در بخش ترانمو شهرستان وسترا یوتلاند واقع شده‌است. لیممارد ۱٫۴۶ کیلومتر مربع مساحت و ۱٬۴۱۲ نفر جمعیت دارد.
لیممارد جامعه‌ای صنعتی و ایستگاهی است، پیوند راه‌آهن قدیمی است. با این حال، تمام قطارهای مسافری در امتداد ساحل به خط ساحلی در محل می‌ایستند. در طول سال‌های ۱۹۰۴–۱۹۵۹ ایستگاه لیممارد آخرین ایستگاه برای راه باریک راه‌آهن فالکن بری بود که همچنین به عنوان «راه کوتاه» شناخته می‌شود که بین لیممارد و فالکن بری قرارداشت.

## صنعت
لیممارد داری قدیمی‌ترین کارخانه شیشه‌سازی سوئد است که در سال ۱۷۴۰ تأسیس شد. ظروف تولیدکننده بطری‌های Absulut، شیشه‌های پزشکی و ظروف شیشه‌ای غذای کودک می‌باشد. مالک امروز این کارخانه شیشه‌سازی Ardagh Glass است. موزه شیشه لیممارد دارای شیشه‌های دست‌ساز از سال ۱۷۴۰ تا ۱۹۵۵ است.

## دیدنی‌ها
دقیقاً خارج از لیممارد قلعه اوپن استن که از قرون وسطی واقع شده‌است و قدمت آن به قرن سیزدهم می‌رسد.
در شمال لیممارد کلیسای اوسارپ جنوبی از قرن دوازدهم وجود دارد. کلیسا دارای نقاشی‌های دیواری از قرون وسطی می‌باشد. کلیسای لیممارد از سال ۱۹۵۷ وجود دارد.